# Banda Municipal de Lleida
La Banda Municipal de Lleida va néixer l'any 1996 fruit del desig ciutadà per recuperar la música de Banda a la ciutat de Lleida. La capital del Segrià havia arribat a tenir quatre bandes de música, però en acabar la guerra civil aquestes van anar aturant la seva activitat. Finalment, fruit de l'impuls de l'Ajuntament de Lleida (La Paeria) i del mestre Amadeu Urrea, Lleida va recuperar aquesta tradició.

## Les anteriors Bandes de Música de la Ciutat
L'any 1869 va nàixer a Lleida la primera banda de música amb el nom de Banda Popular. El mestre Jaume Roig va ser l'impulsor d'aquesta formació que, més tard, de mans de Cosme Ribera assolirà un gran nivell musical.
Aquesta iniciativa va comportar l'aparició d'altres agrupacions de les mateixes característiques, una d'elles i de caràcter simfònic fou la Banda Lira Popular, sota la direcció d'en Manel Herrera l'any 1889.
La Banda de la Casa de Misericòrdia, dirigida per Josep Torné l'any 1892, esdevindria la Banda Provincial a partir de l'any 1923 i essent el seu director titular Antoni Mateu.
La Banda de Santa Cecília es crea l'any 1900 essent el seu fundador Francesc Gelambí i vinculant la seva activitat a actes ciutadans de caràcter religiós.
L'any 1914 i després d'un concert-oposició al Teatre dels Camps Elisis, la Banda Popular passa a denominar-se Banda Municipal sota la direcció de Josep Vila. És per aquest motiu que la Banda Municipal de Lleida pot ser considerada com la successora natural d'aquella antiga Banda Popular.

## Jaume Roig i Torné
Nascut a Lleida l'any 1839, s'inicia a la música com a violinista, encara que va destacar com a compositor i director d'orquestra. Fou el fundador l'any 1869 de la Banda Popular de Lleida, la primera que hi va haver en la ciutat. Roig en va assumir la direcció de manera desinteressada durant 20 anys. Com a compositor, escriu nombroses pàgines per a la seva banda, de les quals destaquen Los ilerjetas dedicada a l'Ajuntament de Lleida i El màrtir del Gólgota.
La redacció del diari lleidatà El Pacto, ja desaparegut, escriví de Roig: "... Supo inculcar entre sus compañeros el amor al arte y les hacia trabajar con fé por el solo behemente [sic] deseo de dar brillo a Lérida."
En el seu honor, l'IMAC (Institut Municipal d'Acció Cultural), l'Ajuntament de Lleida i la Banda Municipal de Lleida van endegar fa cinc anys el festival Germans Roig i Torné de música de banda, que ha comptat amb la participació de les millors agrupacions de banda, com són la Unió Musical de Llíria, la Banda Municipal de Barcelona, Banda la Primitiva de Llíria i un llarg etcètera, sense oblidar a la mateixa Banda Municipal de Lleida, l'amfitriona del festival.

## L'actual Banda Municipal de Lleida
Nascuda el 1996 i d'ençà dels inicis amb el màxim suport de l'Ajuntament de Lleida, l'objectiu fonamental de la Banda ha estat la formació musical dels seus membres i la difusió de la música. En aquest sentit, les intervencions de directors convidats, l'estrena d'obres de compositors locals, la temporada estable de concerts i les audicions a l'aire lliure han atorgat a la BML un gran prestigi cultural.
La intensa activitat concertística, projectant als joves solistes de la ciutat i recuperant l'obra bandística dels nostres avantpassats ha fet possible l'enregistrament dels CDs Música i Músics de Lleida i Fem 10 anys, treballs realitzats a l'Auditori Enric Granados amb una gran qualitat.
En aquests deu anys destaquen les coproduccions diverses amb entitats i associacions de la ciutat i la participació en el Festival Internacional de Música de Matadepera, el Certamen Internacional de Bandes de Música de València, el Certamen Internacional de Bandes de Vilanova de Gaia (Portugal) i la participació en el Festival Mid Europe, que se celebra a la localitat austríaca de Schladming. L'any 2008 participarà en l'International Jungfrau Festival de Bandes de Música que se celebra a la localitat suïssa de Interlaken i en el festival internacional de Bandes de Música de la localitat de Foix (França)

## Obres de compositors lleidatans
Un dels objectius de la Banda Municipal de Lleida ha estat recuperar obres de compositors lleidatans, moltes d'elles caigudes en l'oblit, que s'han rearranjat i tornat a interpretar fins a cent anys després d'haver estat interpretades per darrera vegada. Entre totes aquestes obres destaquen:
- 1996 Goyescas Enric Granados (1867-1916). Concert de Presentació de la Banda Municipal.
- 1997 Ilerda i La conca de Tremp d'Antoni Serra (1932 -).
- 1998 Avant, sempre avant. Cosme Ribera i Miró (1842-1928).
- 1998 La Gràcia de Déu i Ronda morisca. Ramon Roig i Torné (1849 - 1907).
- 1998 Suite per a Banda Simfònica. Francesc Petit (1914-1999).
- 1998 Quan neix l'amor i El castell de Lleida. Lluís Payà (1950 -).
- 1998 Alvaro Castilla. Marimen Gratal (1960 -).
- 1999 Vals. Magí Pontí i Ferrer - Manresà de naixement però vinculat a Lleida - (1815 - 1881).
- 2000 El martir del Golgota. Jaume Roig i Torné (1839-1890).
- 2001 El balcó del Serraller. Victor Mateu (1898-1987).
- 2002 Lo Sandó. Enric Sauret (1919 -).
- 2004 Pepe el Moro, Rosabel i Himne de l'Associació de Moros i Cristians. Francisco Escartin (1932 -).
- 2005 Himne als "Amics del Bacallà". Amadeu Urrea Pérez (1962 -).
- 2006 Una carícia a l'infinit. Pedro Pardo (1974 -). Obra dedicada al desè aniversari de la Banda Municipal.
- 2020 Rubielos en fiestas. Miguel Castro Santafé (2001 -).
- 2021 Iris Banu-Hud. Miguel Castro Santafé (2001 -) Obra dedicada a la capitania Mora (Banu-Hud) del 25é aniversari de Moros i Cristians de Lleida.

## Col·laboracions
La Banda Municipal de Lleida ha col·laborat amb diverses entitats de Lleida:
- Cor del Conservatori de Lleida
- Coral Shalom
- Orfeó Lleidatà
- Escola de Dansa "Espai Dansa"
- Ilerdansa Ballet Jove
- Aula Municipal de Teatre de Lleida
- Associació d'Amics de la Seu Vella
- Armats de Lleida, grup TOAR i Res non Verba
- Grup de mestres per a la renovació pedagògica
- INEFC - Lleida
- Associació de Moros i Cristians de Lleida
- FECOLL (Federació de Colles de l'Aplec del Caragol)
- Congregació dels Dolors i Confraria de l'Ereta
- Pontifícia i Reial Acadèmia Bibliogràfica Mariana de Lleida
- Amics del Bacallà
- Creu Roja
- Mans Unides
- Associació Espanyola Contra el Càncer

## Les grans produccions
La Banda Municipal de Lleida ha estrenat grans produccions a l'Auditori Enric Granados de Lleida. Entre aquestes destaquen El Bolero de Maurice Ravel, la Simfonia del Nou Món de Dvořák, Finlàndia de Jean Sibelius o L'obertura 1812 de Piotr Ilitx Txaikovski.
Com a música de gran nivell específica per a banda, cal destacar obres com Slavia de Leonard Bernstein, Avalon de Jan van der Roost, La Divina Comèdia, La passió de Crist i En un lugar de la Mancha, totes tres del mestre Ferrer Ferran, El fantasma de l'òpera d'Andrew Lloyd Webber i la Storia Eroica d'Andre Wagnein. També cal destacar la recuperació de música tradicional catalana, com la sarsuela Cançó d'Amor i de Guerra de Rafael Martínez Valls o el poema simfònic per a cobla, arranjat per a banda i tenora solista, Puigsoliu de Joaquim Serra i Corominas.
Aquest any, la gran producció és l'obra Symphonic Metamorphosis de Phillip Sparke, obra obligada del Jungfrau Music Festival d'Interlaken, Suïssa basada en el Concert per a orgue i orquestra de Camille Saint-Saëns